# Helen Westley
Helen Westley est une actrice américaine, née Henrietta Remsen Meserole Manney à New York (État de New York, États-Unis) le 28 mars 1875 et décédée à Middlebush (New Jersey, États-Unis) le 12 décembre 1942.

## Biographie
Ayant épousé vers 1900 un acteur de théâtre, John Westley (dont elle divorcera), elle débute sous ce nom à Broadway en 1915 et s'y produit à de nombreuses reprises jusqu'en 1939 (notamment, dans des productions de la Theatre Guild (en), dont elle était membre), uniquement dans des pièces de George Bernard Shaw ou Eugene O'Neill, entre autres.
Au cinéma, entre 1934 et 1942 (année de sa mort), elle apparaît dans trente-huit films américains, dont plusieurs aux côtés de Shirley Temple.

## Filmographie partielle
- 1934 : Miss Carrott (Anne of Green Gables) de George Nichols Jr.
- 1934 : La Maison des Rothschild (The House of Rothschild) d'Alfred L. Werker
- 1934 : Looking for Trouble de William A. Wellman
- 1934 : La mort prend des vacances ou Trois jours chez les vivants (Death takes a Holiday) de Mitchell Leisen
- 1934 : L'Étoile du Moulin-Rouge (Moulin Rouge) de Sidney Lanfield
- 1935 : Splendeur (Splendor) d'Elliott Nugent
- 1935 : Roberta de William A. Seiter
- 1935 : Captain Hurricane de John Stuart Robertson
- 1935 : The Melody lingers on de David Burton
- 1936 : Show Boat de James Whale
- 1936 : Ching-Ching ou Tchin-Tchin (Stowaway) de William A. Seiter
- 1936 : Half Angel de Sidney Lanfield
- 1936 : Fossettes (Dimples) de William A. Seiter
- 1936 : Saint-Louis Blues (Banjo on my Knee) de John Cromwell
- 1937 : Kidnappez-moi, Monsieur ! (I'll take Romance) d'Edward H. Griffith
- 1937 : Heidi la sauvageonne (Heidi) d'Allan Dwan
- 1937 : Café métropole (Café Metropole) d'Edward H. Griffith
- 1938 : Mam'zelle vedette (Rebecca of Sunnybrook Farm) d'Allan Dwan
- 1938 : La Baronne et son valet (The Baroness and the Butler) de Walter Lang
- 1938 : Mon oncle d'Hollywood (Keep Smiling) de Herbert I. Leeds
- 1938 : La Folle Parade (Alexander's Ragtime Band) de Henry King
- 1939 : Zaza de George Cukor
- 1939 : Wife, Husband and Friend (en) de Gregory Ratoff
- 1940 : Lillian Russell d'Irving Cummings
- 1940 : L'Étrangère (All this, and Heaven too) d'Anatole Litvak
- 1940 : La Femme aux cheveux rouges (Lady with Red Hair) de Curtis Bernhardt
- 1941 : La Famille Stoddard (Adam had Four Sons) de Gregory Ratoff
- 1941 : La Fille du péché (Lady from Louisiana) de Bernard Vorhaus
- 1941 : The Smiling Ghost de Lewis Seiler
- 1941 : Mardi gras (Sunny) de Herbert Wilcox
- 1941 : Million Dollar Baby de Curtis Bernhardt
- 1941 : J'épouse ma femme (Bedtime Story) d'Alexander Hall
- 1942 : Espionne de mon cœur (My Favorite Spy) de Tay Garnett

## Théâtre
Pièces jouées à Broadway

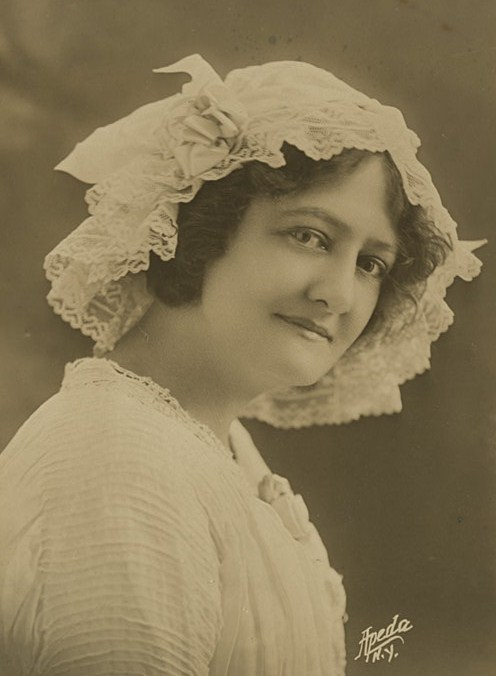
Photographiée vers 1915

- 1915-1916 : Helena's Husband de Philip Moeller
- 1915-1916 : The Age of Reason de Cecil Dorrian
- 1916 : La Mouette (The Seagull) d'Anton Tchekhov, adaptation de Marion Fell, avec Roland Young
- 1916 : Literature d'Arthur Schnitzler, adaptation d'Andre Tridon, avec Arthur Hohl, Roland Young
- 1917 : La Vie d'un homme (The Life of Man) de Leonid Andreïev, adaptation de Clarence L. Meader et Fred Newton Scott, avec Arthur Hohl
- 1918 : Youth de Miles Malleson, avec Arthur Hohl, Sam Jaffe
- 1918 : Crops and Croppers de Theresa Hellburn, avec Thomas Mitchell
- 1918-1919 : Le Cadavre vivant (Redemption) de Léon Tolstoï, avec Thomas Mitchell
- 1919 : Hobohemia de Sinclair Lewis
- 1919 : John Ferguson de St. John Ervine
- 1919-1920 : The Faithful de John Masefield, avec Henry Travers
- 1919-1920 : The Rise of Silas Lapham de Lilliane Sabine, avec Henry Travers
- 1920 : La Puissance des ténèbres (The Power of Darkness) de Léon Tolstoï, avec Arthur Hohl, Erskine Sanford, Henry Travers
- 1920 : Jane Clegg de St. John Ervine, avec Henry Travers
- 1920-1921 : La Maison des cœurs brisés (Heartbreak House) de George Bernard Shaw, avec Elisabeth Risdon, Henry Travers, Lucile Watson
- 1921 : Mr. Pim passes by d'Alan Alexander Milne, avec Laura Hope Crews
- 1921 : Liliom de Ferenc Molnár, avec Joseph Schildkraut, Edgar Stehli, Henry Travers
- 1922 : HE who gets slapped de Leonid Andreïev, adaptation de Gregory Zilboorg, avec Richard Bennett, Ernest Cossart, Margalo Gillmore, Edgar Stehli, Henry Travers (adaptée au cinéma en 1924)
- 1922 : From Morn to Midnight de Georg Kaiser, adaptation d'Ashley Dukes, avec Ernest Cossart, Allyn Joslyn, Edgar Stehli, Henry Travers
- 1922 : The Lucky One d'Alan Alexander Milne, avec Romney Brent, Dennis King
- 1922-1923 : R. U. R. (Rossum's Universal Robots) de Karel Čapek, avec Basil Sydney, Henry Travers
- 1922-1923 : L'Annonce faite à Marie (The Tidings brought to Mary) de Paul Claudel, adaptation de L. M. Still, avec Romney Brent
- 1923 : Peer Gynt de Henrik Ibsen, avec Romney Brent, Louise Closser Hale, Charles Halton, Edward G. Robinson, Selena Royle, Joseph Schildkraut
- 1923 : The Adding Machine d'Elmer Rice, avec Edward G. Robinson
- 1923 : Windows de John Galsworthy, avec Frieda Inescort, Henry Travers
- 1923-1924 : Les Ratés (The Failures) de Henri-René Lenormand, adaptation de Winifred Katzin, avec Sterling Holloway, Henry Travers
- 1924 : Fata Morgana d'Ernest Vajda, adaptation de James L. A. Burrell, avec Sterling Holloway, Josephine Hull
- 1924-1925 : L'Officier de la garde (The Guardsman) de Ferenc Molnár, avec Lynn Fontanne
- 1925 : César et Cléopâtre (Caesar and Cleopatra) de George Bernard Shaw, avec Lionel Atwill, Helen Hayes, Henry Travers
- 1925 : The Glass Slipper de Ferenc Molnár
- 1925-1926 : Les Marchands de gloire (Merchants of Glory) de Marcel Pagnol et Paul Nivoix, avec Charles Halton
- 1926 : The Goat Song de Franz Werfel, adaptation de Ruth Langner, avec Lynn Fontanne, Edward G. Robinson
- 1926 : The Chief Thing de Nikolaï Evreïnov, adaptation de Leo Randole et Herman Bernstein, avec Romney Brent, Ernest Cossart, Edward G. Robinson, Lee Strasberg, Henry Travers
- 1926 : At Mrs. Beam's de C. K. Munro, avec Lynn Fontanne, Henry Travers
- 1926-1927 : Pygmalion de George Bernard Shaw, avec Lynn Fontanne, Henry Travers
- 1927 : Right you are if you think you are de Luigi Pirandello, avec Laura Hope Crews, Elisabeth Risdon, Edward G. Robinson, Henry Travers
- 1927 : Mr. Pim passes by d'Alan Alexander Milne, reprise, avec Laura Hope Crews, Gavin Muir, Erskine Sanford
- 1927-1928 : Le Dilemme du docteur (The Doctor's Dilemma) de George Bernard Shaw, avec Ernest Cossart, Margalo Gillmore, Alfred Lunt, Henry Travers
- 1928 : Volpone de Ben Jonson, adaptation de Ruth Langner, avec Ernest Cossart, Albert Dekker, Margalo Gillmore, Alfred Lunt, Vincent Sherman, Henry Travers
- 1928 : Faust de Johann Wolfgang von Goethe, avec Douglass Montgomery, Gale Sondergaard
- 1928-1929 : L'Étrange Interlude (Strange Interlude) d'Eugene O'Neill, avec Lynn Fontanne, Charles Walters
- 1928-1929 : Major Barbara de George Bernard Shaw, avec Gale Sondergaard
- 1929 : Dynamo d'Eugene O'Neill, avec Claudette Colbert
- 1929 : The Camel through the Needle's Eye de František Langer, adaptation de Philip Moeller, avec Miriam Hopkins, Claude Rains, Henry Travers
- 1930 : La Charrette de pommes (The Apple Cart) de George Bernard Shaw, avec Ernest Cossart, Violet Kemble-Cooper, Tom Powers, Claude Rains
- 1931 : Green grow the Lilacs de Lynn Riggs, avec Richard Hale, Tex Ritter, Lee Strasberg, Franchot Tone, Norton Worden
- 1931 : Getting Married de George Bernard Shaw, avec Romney Brent, Ernest Cossart, Dorothy Gish, Henry Travers
- 1931-1932 : Reunion in Vienna de Robert Emmet Sherwood, avec Lynn Fontanne, Eduardo Ciannelli, Lloyd Nolan, Henry Travers
- 1933 : American Dream de George O'Neill, avec Josephine Hull, Douglass Montgomery, Claude Rains, Gale Sondergaard
- 1934 : They shall not die de John Wexley, avec Tom Ewell, Ruth Gordon, Thurston Hall, Dean Jagger, Claude Rains, Erskine Sanford
- 1934 : Jigsaw de Dawn Powell, avec Spring Byington, Charles Richman, Ernest Truex, Cora Witherspoon
- 1934 : A Sleeping Clergyman de James Bridie, avec Ruth Gordon
- 1939 : The Primrose Path de Robert Buckner et Walter Hart, mise en scène de George Abbott, avec Betty Field